# Kuchyně Svatého Kryštofa a Nevise

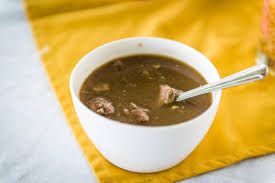
Goat water

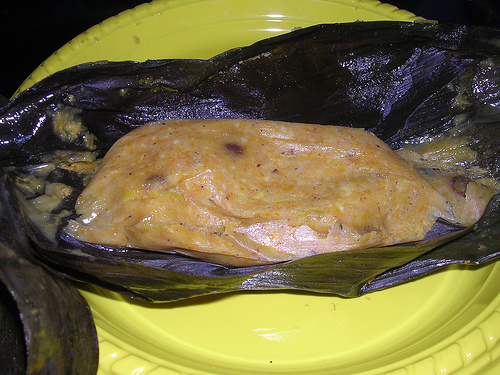
Conkie

Kuchyně Svatého Kryštofa a Nevise je podobná ostatním karibským kuchyním. Pochopitelně používá mnoho ryb (které se často nasolují) a mořských plodů (ústřice, humři), a také tropické ovoce.

## Příklady pokrmů a nápojů ze Svatého Kryštofa a Nevise
Příklady pokrmů a nápojů ze Svatého Kryštofa a Nevise:
- Goat water, dušené kozí maso[4]
- Maso grilované formou barbecue
- Roti, placka indického původu, často plněná kari
- Conkies, plněná hmota z batátů (sladkých brambor), pokrm podobný tamales[5]
- Pelau, směs rýže, fazolí a masa
- Conch fritters, smažené ústřice
- Guava cheese, sladkost z kvajávy
- Rum
- Ovocné šťávy
- Pivo